# Kunstmatig eiland

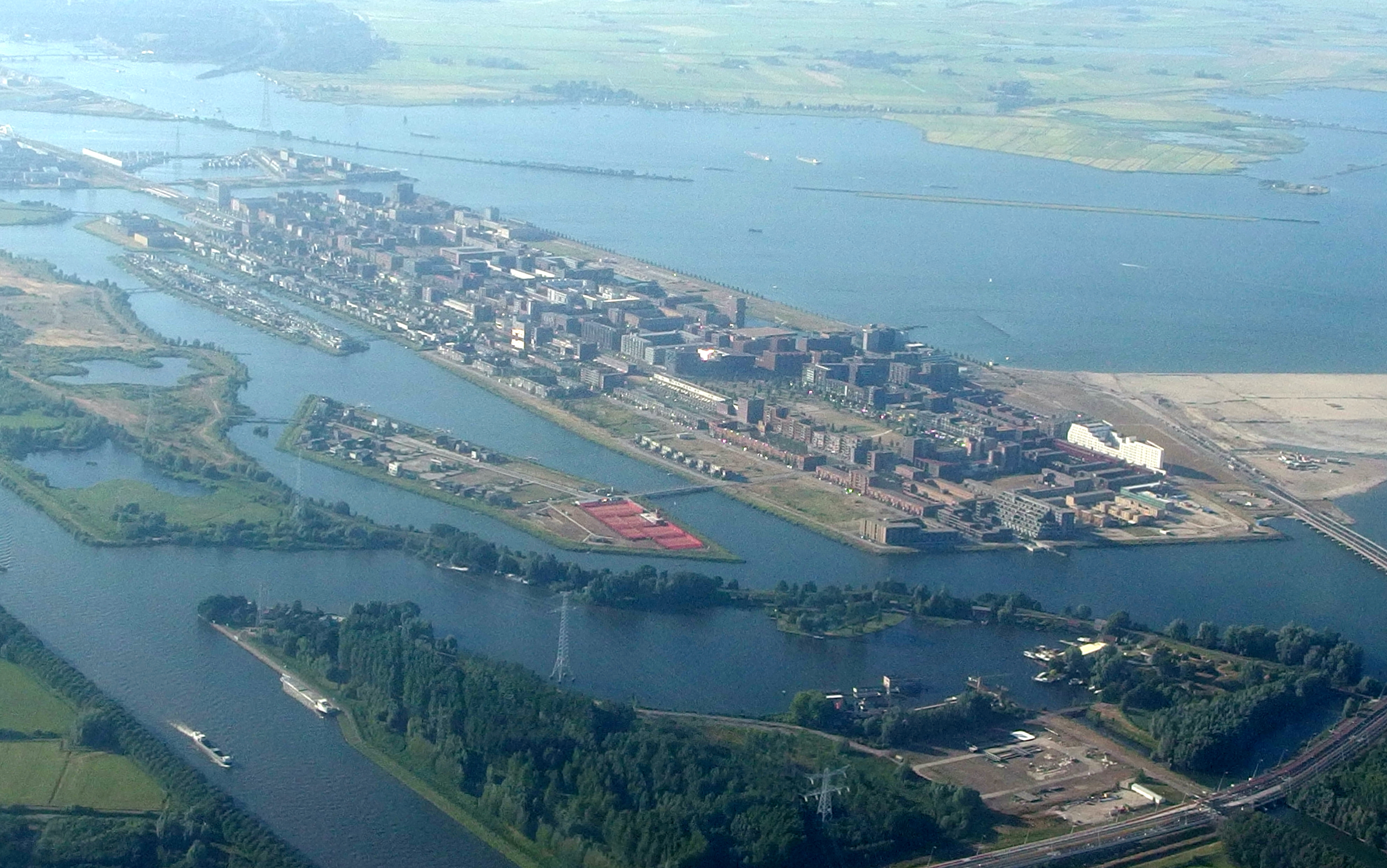
IJburg (Amsterdam), 2014

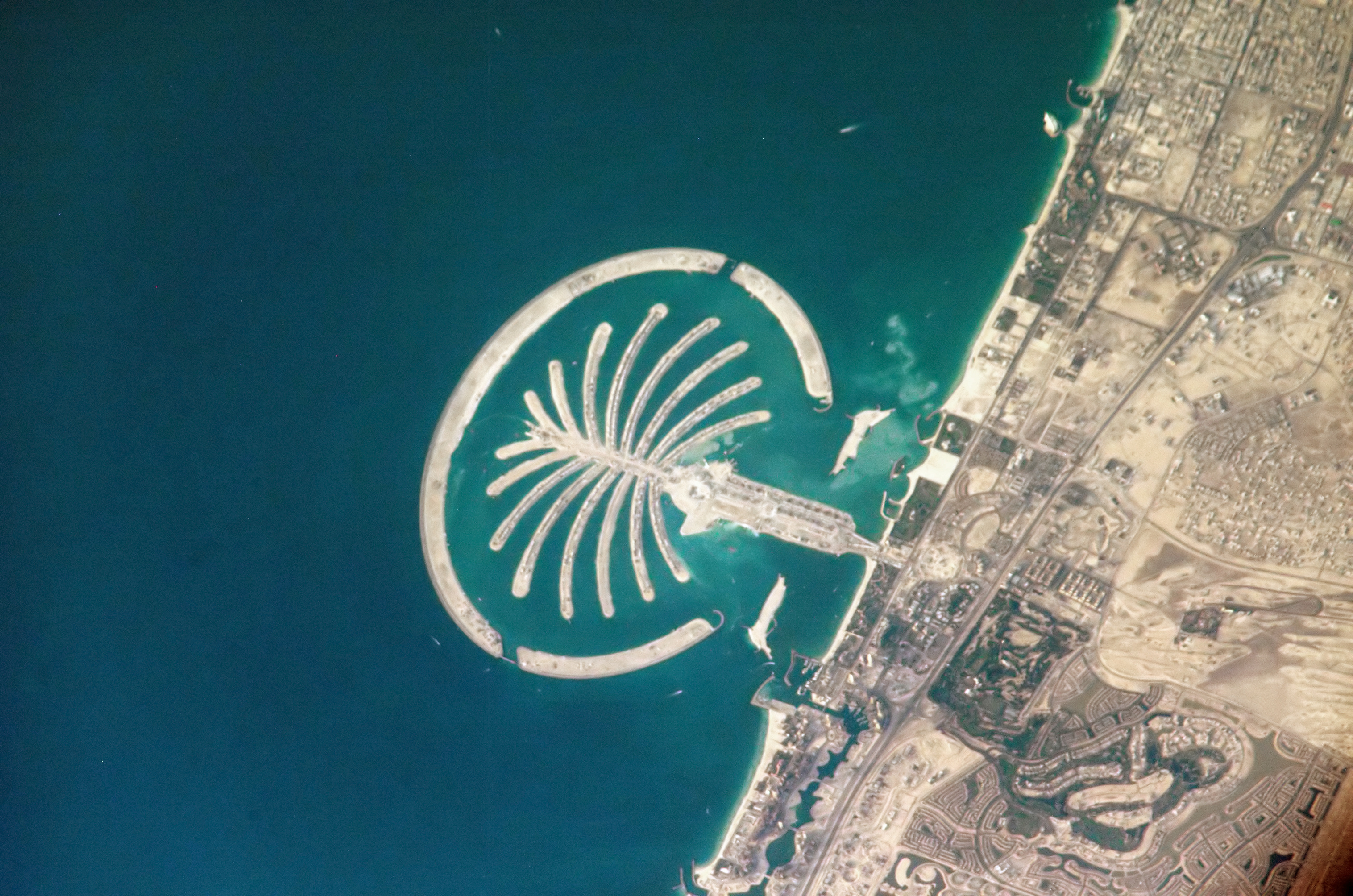
Palmeilanden in Dubai.

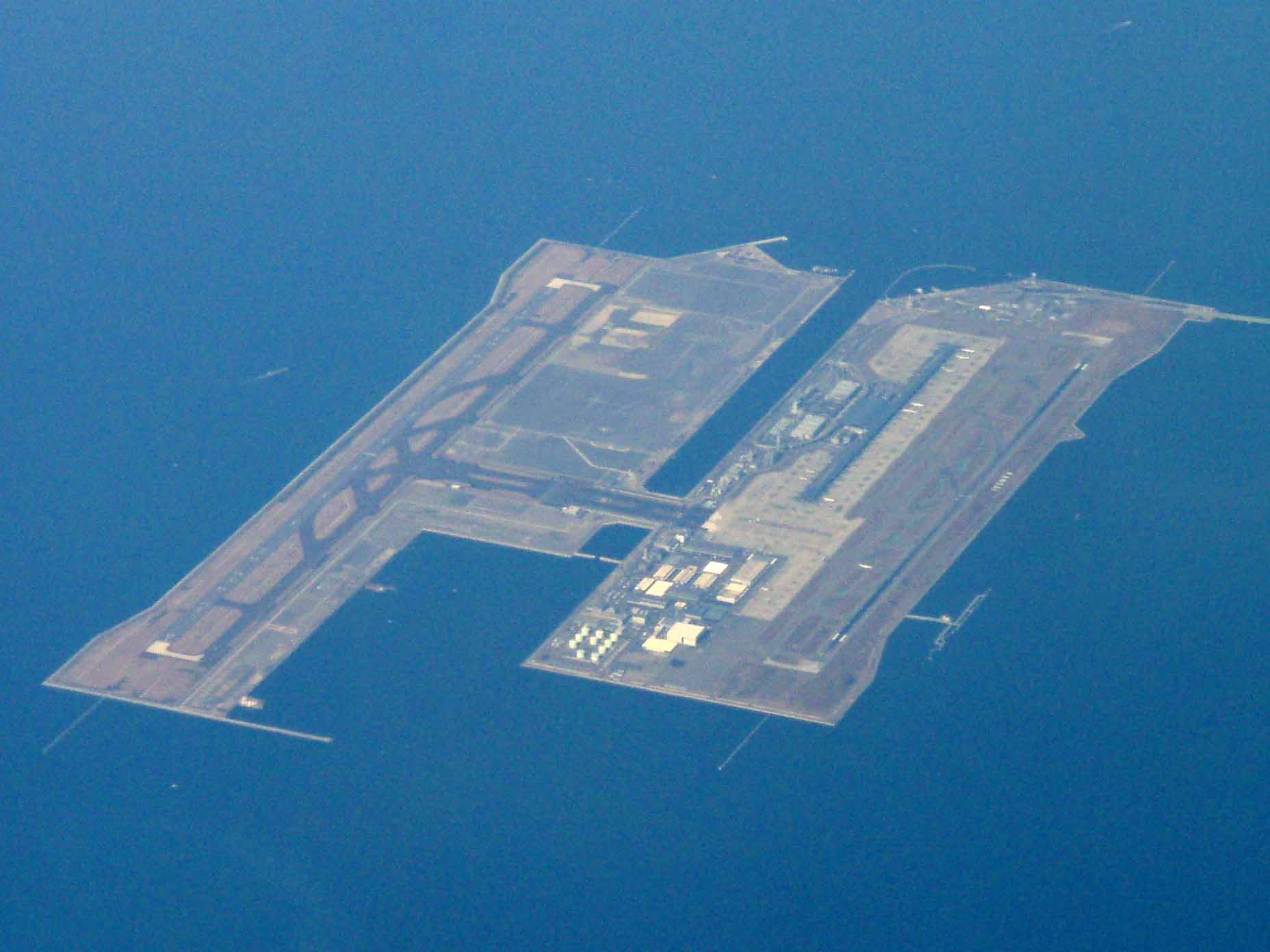
Luchthaven Kansai (Japan)

Een kunstmatig eiland is een eiland dat door mensen is gemaakt, door middel van landwinning op zee (of in een meer). In vroeger tijden werden kunstmatige eilanden aangelegd door een bestaand eilandje te vergroten. Moderne technieken maken het mogelijk om een heel nieuw eiland aan te leggen om een plek waar alleen water is. Nederlandse ingenieurs en baggerbedrijven zijn vaak betrokken bij het aanleggen van zulke kunstmatige eilanden, vanwege de lange ervaring in Nederland met inpolderen, landwinning door middel van het leegpompen van een meer. 
Kunstmatige eilanden zijn overal ter wereld te vinden. In Schotland en IJsland  bouwde men reeds in het stenen tijdperk zogenaamde crannógs. In Micronesië bevinden zich de ceremoniële centra van Nan Madol. In Mexico werd de Aztekenhoofdstad Tenochtitlan gebouwd op een eiland dat werd uitgebreid door middel van de chinampa-methode. In Bolivia bevinden zich de kunstmatige eilanden van het Titicacameer. Het kunstmatige eiland Dejima (Deshima) voor de kust van Nagasaki in Japan was gedurende de Edoperiode voorbehouden aan Nederlandse handelaren. Ellis Island, het eiland bij New York dat als grenspost diende voor immigranten naar de VS, was oorspronkelijk een klein eilandje dat door middel van landwinning vergroot werd. Eind 16e eeuw werd Amsterdam uitgebreid door de eilandjes Rapenburg, Marken en Uilenburg aan te plempen tot kunstmatige eilanden.
De Flevopolder in Nederland is een groot kunstmatig eiland in het IJsselmeer. Ook de wijk IJburg in Amsterdam bestaat uit kunstmatige eilanden. Neeltje Jans is een voormalig werkeiland van de Oosterscheldekering, gecreëerd door een zandplaat te verhogen. Andere voorbeelden van recente kunstmatige eilanden zijn Hulhulmalé (Maldiven), de luchthavens Kansai en Kobe in Japan, The World en de Palmeilanden van Dubai.
Sommige kunstmatige eilanden zijn micronaties. De in 1971 uitgeroepen republiek Minerva werd gebouwd op een met zand aangeplempt koraalrif in de Stille Oceaan. Rozeneiland was een ministaatje op een boorplatform in de Adriatische Zee in de jaren zestig. Sealand is een micronatie op een voormalig marineplatform langs de Engelse oostkust.
Booreilanden en andere productieplatforms worden ook wel als kunstmatige eilanden aangeduid.